# Felsőmicsinye
Felsőmicsinye (szlovákul: Horná Mičiná) község Szlovákiában, a Besztercebányai kerületben, a Besztercebányai járásban.

## Fekvése
Besztercebányától 7 km-re délkeletre fekszik.

## Története
1293-ban „Myka” néven említik először. 1300-ban „terra comitis Mike”, 1309-ben „Lehatha” néven írják. A mai kastély helyén a 14. században Mike ispán kúriája állott, akinek uralma a zólyomi királyi uradalom nagy részére kiterjedt. A 14. század második felében már két falu: Alsó- és Felsőmicsinye állt a helyén. 1395-ben „Mykelyhotha” megnevezéssel találjuk. Szent Mihály temploma 1397 előtt épült. 1402-ben „Mykofalva”, „Mykefalva”, 1446-ban „Micafalw”, 1469-ben „Miczinawess”, 1521-ben „Mitzina”, 1523-ban „Mykefalva” néven szerepel az írott forrásokban. A 16. század közepéig a Micsinyei és a Beniczky családok birtoka volt. Lakói 1550 körül átvették a református vallást. Katolikus egyházát csak 1671-ben alapították újra.
A 18. század végén Vályi András így ír róla: „Alsó, és Felső Micsinye. Két tót falu Zólyom Várm. földes Ura Beniczky Uraság, lakosaik katolikusok, az Alsó Felsőnek filiája, földgyeik némelly helyett soványosak, hegyesek, legelőjök elég van, híres marha kereskedés folytatnak, fájok mind a’ két féle, piatzozások Zólyomban egy mértföldnyire.”
1828-ban 70 házában 518 lakos élt, akik a mezőgazdaságon kívül gabona és állatkereskedéssel foglalkoztak.
Fényes Elek 1851-ben kiadott geográfiai szótárában így ír a faluról: „Felső-Micsinye, tót f., Zólyom vgyében: 89 kath., 429 evang. lak. Kath. és evang. anyaszentegyházak. Mind a két Micsinyének földe meglehetős termékeny; legelője igen jó; erdeje derék, lakosai gabonával, marhával, sertéssel kereskednek. F. u. a Beniczky nemzetség.”
A trianoni diktátumig területe Zólyom vármegye Besztercebányai járásához tartozott.

## Népessége
| Év:            | 1994. | 2004.   | 2014.    | 2024.    |
| -------------- | ----- | ------- | -------- | -------- |
| Emberek száma: | 475   | 467     | 607      | 698      |
| Eltérés:       |       | -1,68 % | +29,97 % | +14,99 % |

| Év:            | 2023. | 2024.   |
| -------------- | ----- | ------- |
| Emberek száma: | 690   | 698     |
| Eltérés:       |       | +1,15 % |

1910-ben 461, túlnyomórészt szlovák anyanyelvű lakosa volt.
2001-ben 488 lakosából 475 szlovák volt.
2011-ben 524 lakosából 482 szlovák volt.

## Nevezetességei
- Mihály arkangyal tiszteletére szentelt gótikus temploma a 14. században épült. Középkori falfestményei vannak. Barokk oltára 1700 körül készült, amikor a templomot átépítették. 16. századi eredetű körítőfalát a 19. és 20. században újjáépítették.
- Evangélikus temploma 1785-ben épült klasszicista stílusban, 1905-ben átépítették.
- Fa haranglába a 17. század végén készült, az 1980-as években megújították.
- 17. századi háromemeletes reneszánsz kastélya ma romos állapotban van.

## Neves személyek
- Itt született 1791. október 28-án Chalupka János evangélikus lelkész, paptanár, egyházi író.
- Itt született 1822-ben Havas Sándor a magyar királyi kereskedelmi minisztérium államtitkára, Borsod vármegye megyefőnöke, régész, ügyvéd.
- Itt születhetett 1846-ban Rybár István magyar képzőintézeti tanár, természetrajzi író, Rybár István fizikus apja.
- Itt szolgált Adam Chalupka (1767-1840) szlovák evangélikus lelkész, szakíró, Ján Chalupka és Samo Chalupka apja.

## Külső hivatkozások
- Községinfó
- Tourist-channel.sk
- E-obce.sk
- Felsőmicsinye a térképen